# Lijst van gemeenten in Mersin
Onderstaande lijst bevat alle gemeenten (2000) in de Turkse provincie Mersin.
| District   | Gemeente      |
| ---------- | ------------- |
| Akdeniz    | Akdeniz       |
| Anamur     | Anamur        |
| Anamur     | Çarıklar      |
| Anamur     | Ören          |
| Aydıncık   | Aydıncık      |
| Bozyazı    | Bozyazı       |
| Bozyazı    | Tekeli        |
| Bozyazı    | Tekmen        |
| Çamlıyayla | Çamlıyayla    |
| Çamlıyayla | Sebil         |
| Erdemli    | Arpaçbahşiş   |
| Erdemli    | Ayaş          |
| Erdemli    | Çeşmeli       |
| Erdemli    | Erdemli       |
| Erdemli    | Esenpınar     |
| Erdemli    | Kargıpınarı   |
| Erdemli    | Kızkalesi     |
| Erdemli    | Kocahasanlı   |
| Erdemli    | Kumkuyu       |
| Erdemli    | Limonlu       |
| Erdemli    | Tömük         |
| Gülnar     | Büyükeceli    |
| Gülnar     | Gülnar        |
| Gülnar     | Köseçobanlı   |
| Gülnar     | Kuskan        |
| Gülnar     | Zeyne         |
| Mersin     | Adanalıoğlu   |
| Mersin     | Arpaçsakarlar |
| Mersin     | Arslanköy     |
| Mersin     | Ayvagediği    |
| Mersin     | Bahçeli       |
| Mersin     | Çiftlikköy    |
| Mersin     | Davultepe     |
| Mersin     | Değirmençay   |
| Mersin     | Dikilitaş     |
| Mersin     | Dorukkent     |
| Mersin     | Fındıkpınarı  |
| Mersin     | Gözne         |
| Mersin     | Güzelyayla    |
| Mersin     | Karacailyas   |
| Mersin     | Kazanlı       |
| Mersin     | Kuyuluk       |
| Mersin     | Mersin        |
| Mersin     | Mezitli       |
| Mersin     | Soğucak       |
| Mersin     | Tece          |
| Mersin     | Tepeköy       |
| Mersin     | Yalınayak     |
| Mersin     | Yenitaşkent   |
| Mut        | Göksu         |
| Mut        | Mut           |
| Silifke    | Akdere        |
| Silifke    | Arkum         |
| Silifke    | Atakent       |
| Silifke    | Atayurt       |
| Silifke    | Narlıkuyu     |
| Silifke    | Silifke       |
| Silifke    | Taşucu        |
| Silifke    | Uzuncaburç    |
| Silifke    | Yeşilovacık   |
| Tarsus     | Atalar        |
| Tarsus     | Bağcılar      |
| Tarsus     | Bahşiş        |
| Tarsus     | Gülek         |
| Tarsus     | Huzurkent     |
| Tarsus     | Tarsus        |
| Tarsus     | Yenice        |
| Tarsus     | Yeşiltepe     |
| Toroslar   | Toroslar      |
| Yenişehir  | Yenişehir     |